# Burzum
Burzum (англ. /ˈbɜːrzəm/; норв. [ˈbʉrtsʉm]) — музыкальный проект музыканта и писателя из Норвегии Варга Викернеса. Название проекта было взято из трилогии Дж. Р. Р. Толкина «Властелин колец». Слово «burzum» переводится как «тьма» на чёрном наречии — вымышленном языке, придуманном Толкином.
Викернес сочинял свою музыку ещё в 1988 году, до основания Burzum (официальная дата основания Burzum — 1991 год). Проект Burzum стал неотъемлемой частью ранней блэк-метал-сцены, повлияв на его развитие наряду с такими группами, как Mayhem, Darkthrone, Immortal, Emperor и Gorgoroth.
Свои первые 4 релиза Викернес записал в период с января 1992 по март 1993, однако они были распространены спустя долгие месяцы между записью и выпуском каждого альбома. В мае 1994 года Варг Викернес был приговорён к лишению свободы в тюрьме сроком на 21 год за убийство Эйстейна «Евронимуса» Ошета — гитариста группы Mayhem, а также за поджог трёх церквей.
Во время своего тюремного заключения Викернес продолжает свою музыкальную деятельность и записывает 2 студийных альбома в жанре дарк-эмбиент, используя только синтезатор ввиду того, что другие инструменты не были разрешены тюремной администрацией. После своего освобождения из тюрьмы в 2009 году он записывает ещё три альбома в жанре блэк-метал и несколько эмбиент/электронных альбомов.
Хотя Викернес известен как сторонник белого национализма, он не использует Burzum для пропаганды этих взглядов.
Burzum никогда не исполнял свою музыку вживую и, как говорит Викернес, «Не намерен её исполнять».

## История

### Ранние годы (1988—1992)
Викернес начал сочинять музыку в 1988 году в составе группы Kalashnikov. В следующем году название было изменено на Uruk-Hai, взятое из романа Дж. Р. Р. Толкина «Властелин колец». В 1990 и 1991 годах Викернес играл на гитаре в дэт-метал-группе Old Funeral, участники которой позже образовали группу Immortal. Викернес покинул группу в 1991 году, чтобы сконцентрироваться на создании собственного музыкального звучания. Совместно с Ольве Эйкему Викернес основал кратковременный проект Satanel. Затем он начал свой сольный проект под названием Burzum.
Название было взято из произведения Толкина, из надписи (часть стиха) на Кольце Всевластья, написанной на языке Мордора:

«Ash nazg durbatulûk, ash nazg gimbatul,
Ash nazg thrakatulûk agh burzum-ishi krimpatul»,
где слово «burzum» означает «тьма».

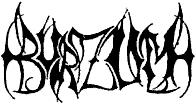
Логотип группы Burzum в 1991 году

После записи двух демо Burzum становится частью норвежской блэк-метал-сцены. Его демокассеты привлекли внимание Эйстейна «Евронимуса» Ошета из группы Mayhem, основателя собственного независимого лейбла звукозаписи Deathlike Silence Productions. Евронимус подписывает его на свой лейбл и вскоре Викернес, взяв себе псевдоним Граф Гришнак, приступает к записи дебютного альбома Burzum. В своей автобиографии на своём сайте Викернес пишет, что альбом было намеренно записан в худшем качестве (таким образом установив канон в ранней норвежской блэк-метал-сцене). Дебютный одноименный альбом Burzum был выпущен в марте 1992 года, став вторым по счёту релизом, выпущенным на лейбле Deathlike Silence Productions. В записи песни «War» принял участие Евронимус, исполнив соло-партию гитары.
Викернес заявлял, что он никогда не выступал вживую в рамках проекта Burzum, однако у него были идеи по этому поводу, вследствие чего он пригласил к себе в группу Самота из группы Emperor в качестве бас-гитариста, но он участвовал лишь в одном релизе Burzum — Aske EP, записанном в сентябре 1992 года и выпущенном в марте 1993 года. Кроме того, на роль постоянного барабанщика был приглашен Эрик Оливер Ланселот (экс-барабанщик группы Ulver). Вскоре Викернес потерял интерес к идее выступать с концертами, и заявил, что ему «больше не нужны сессионные музыканты». Поэтому, Самот и Эрик покинули Burzum. В августе 1993 года вышел второй студийный альбом под названием Det som engang var, записанный в апреле 1992 года.

### Арест и тюремное заключение (1993—2009 годы)
15 мая 1994 года выходит третий студийный полноформатный альбом Burzum — Hvis lyset tar oss, записанный ранее в 1992 году. Burzum продолжался как сольный проект до тех пор, пока Викернес не был арестован за убийство Евронимуса и поджог нескольких церквей в Норвегии. Во время своего пребывания в тюрьме, 1 января 1996 года, Викернес выпустил свой следующий альбом Filosofem. Записанная в марте 1993 года Filosofem — последняя запись Викернеса, сделанная до его заключения. В 1995 году Викернес выпускает сборник Burzum / Aske, в который вошли все песни из альбома Burzum и мини-альбома Aske. Во время своего тюремного заключения Викернесу удалось записать два альбома в стиле дарк-эмбиент: Dauði Baldrs (1997) и Hliðskjálf (1999).
В 1998 году все альбомы Burzum были перевыпущены как специальный бокс-сет, состоящий из виниловых пластинок, под названием «1992—1997»; однако альбом Filosofem не содержит композиции «Rundtgåing av den transcendentale egenhetens støtte» из-за её продолжительности. Обычное виниловое издание Filosofem на лейбле Misanthropy Records включал 1-4 трека, плюс «Decrepitude II» на стороне 1 и «Rundtgåing av den transcendentale egenhetens støtte» на стороне 2.

### Освобождение и заявление о прекращении проекта (2009—2018 годы)
Вскоре после освобождения Викернес начал писать новые треки (девять треков в стиле блэк-метал и Intro и Outro в стиле эмбиент) для предстоящего альбома Burzum. По словам Викернеса, несколько звукозаписывающих компаний были заинтересованы выпускать первый альбом Burzum спустя 11 лет. Вот что он рассказал о новом альбоме: 

Я не хочу торопиться, и сделать так, как я хочу. Это будет метал, и поклонники могут ожидать подлинного Burzum.— blabbermouth.net

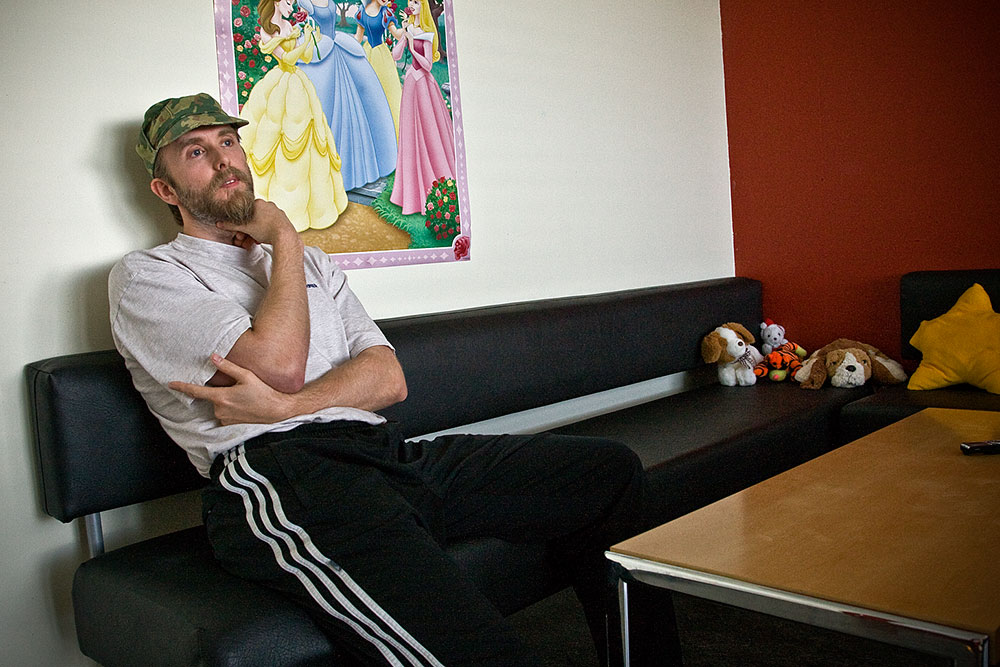
Викернес в 2009 году

Альбом должен был изначально называться Den hvite guden (рус. «Белый Бог»), но позже Викернес решил сменить название на Belus, который был выпущен на лейбле Byelobog Productions (название лейбла Byelobog — транслитерация «Белобог», что означает «Белый бог») 8 марта 2010 года. Также было объявлено о том, что в 2010 году будет выпущен фильм, основанный на жизни Варга Викернеса в начале 90-х годов. Идеи и название для фильма были взяты из книги Lords of Chaos. В ответ на это Викернес выразил своё презрение по отношению как к кино, так и к книге, на которых он основан:

«Смею заметить, что подавляющее большинство всех утверждений, сделанных в этой книге, — или неверные истолкования, выдернутые из контекста; недоразумения; злонамеренная ложь, высказанная врагами; результат невежества; чрезмерные преувеличения; и/или в лучшем случае третьесортная информация, включая утверждения, приписанные мне!»
Второй записанный после тюремного заключения альбом Burzum Fallen был выпущен 7 марта 2011 года, с последующим выпуском сборника под названием From the Depths of Darkness, в который вошли перезаписанные Викернесом на полтона ниже в 2010 году композиции с первых двух альбомов Burzum (1992) и Det som engang var (1993), а также несколько новых песен.
Третий новый студийный альбом под названием Umskiptar был выпущен в мае 2012 года. Sôl austan, Mâni vestan (рус. К востоку от Солнца, к западу от Луны) является первым электронным альбомом, начиная с 1999 года, который был выпущен в мае 2013 года.
27 апреля 2013 года на официальном канале YouTube Варга Викернеса была размещена песня под названием «Back to the Shadows». В своём блоге музыкант заявил, что «Back to the Shadows» станет последним треком в жанре блэк-метал, выпущенным Burzum.
12 мая 2014 Варг Викернес опубликовал 30-секундный тизер каждой песни из грядущего альбома на своём официальном YouTube-канале. 2 июня 2014 года выходит новый релиз Burzum — The Ways of Yore.

«The Ways of Yore — это мой первый шаг навстречу чему-то новому, но в то же время старому, как истоки Европы. При помощи The Ways of Yore я пытаюсь отправить слушателя в дни былого, чтобы заставить его почувствовать дух прошлого, который до сих пор жив в его крови».
1 июня 2018 на своём канале в YouTube Викернес заявил, что отошёл от Burzum и прощается с проектом.

### Возобновление проекта (с 2020 года)
В октябре 2019 года Викернес опубликовал твит о том, что у него очень большое количество неизданного материала и он планирует выпустить ещё один альбом как Burzum. Судя по дальнейшим твитам, альбом получит название «Thulêan Mysteries» и будет содержать эмбиент-композиции для того, чтобы служить фоновой музыкой для разработанной Викернесом настольной ролевой системы MYFAROG (Mythic Fantasy Role-playing Game). 18 декабря Викернес опубликовал обложку альбома Thulêan Mysteries и объявил дату выхода — 13 марта 2020 года.
Релиз альбома Thulêan Mysteries состоялся 13 марта 2020 года.
24 апреля 2025 года состоялся релиз сингла «What Will Come», а 1 мая 2025 года состоялся релиз «Elfland».

## Музыкальный стиль
Музыка Burzum сочетает в себе традиционное звучание блэк-метала: искажённые тремоло, «сырое» звучание гитар, бласт-бит и скриминг (шрайк) в качестве вокала. В отличие от поздних, ранние альбомы Burzum имеют очень низкое качество звука. На раннюю музыку и оформление альбомов Burzum сильное влияние оказали произведения Толкина, настольные ролевые игры и языческие мотивы.
В музыкальном плане Burzum играет либо блэк-метал, либо эмбиент, характеризующиеся минималистичной и мрачной атмосферой. Сам Викернес характеризует свою музыку как своего рода «заклинание» или воссоздание воображаемого мира, связанное с языческой историей. Каждый альбом, как он утверждает, был разработан как «заклинание» в себя, чтобы сделать слушателя более восприимчивым к «магии»; следующие песни создавались, чтобы вдохновить «состояние души», и последней композицией унести слушателя в «мир фантазии». Викернес утверждает, что к созданию этого фантастического мира он пришел от неудовлетворенности реальным миром.

## Дискография

### Студийные альбомы
| Год  | Название                |
| ---- | ----------------------- |
| 1992 | Burzum                  |
| 1993 | Det som engang var      |
| 1994 | Hvis lyset tar oss      |
| 1996 | Filosofem               |
| 1997 | Dauði Baldrs            |
| 1999 | Hliðskjálf              |
| 2010 | Belus                   |
| 2011 | Fallen                  |
| 2012 | Umskiptar               |
| 2013 | Sôl austan, Mâni vestan |
| 2014 | The Ways of Yore        |
| 2020 | Thulêan Mysteries       |
| 2024 | The Land of Thulê       |
| 2025 | The Land of Thulê II    |

### Сборники
| Год  | Название                    |
| ---- | --------------------------- |
| 1995 | Burzum / Aske               |
| 1998 | 1992-1997 (бокс-сет)        |
| 2002 | Anthology                   |
| 2005 | Draugen                     |
| 2011 | From the Depths of Darkness |

### Мини-альбомы
| Год  | Название |
| ---- | -------- |
| 1993 | Aske     |

## Участники группы
Постоянный участник:
- Варг Викернес — вокал, гитара, бас-гитара, барабаны, синтезатор (1991—наши дни)

Сессионные музыканты:
- Самот — бас-гитара на Aske (1992)
- Евронимус — гитарное соло в песне «War», гонг в песне «Dungeons of Darkness» (1992 год)